# Bumastus
Bumastus is een geslacht van uitgestorven corynexochide trilobieten die leefden van het Onder-Ordovicium tot het Boven-Siluur. Het waren relatief grote trilobieten met een lengte van vijftien centimeter. Ze waren onderscheidend voor hun zeer bolvormige, gladde exoskelet. Ze bezaten goed ontwikkelde, grote samengestelde ogen en men geloofde dat ze tijdens hun leven in ondiep water hebben geleefd. Bumastus-fossielen zijn gevonden in Noord- en Zuid-Amerika, Europa, Azië en Australië. Ze zijn geclassificeerd onder de familie Styginidae in de orde Corynexochida.

## Beschrijving
Bumastus is een grote trilobiet en bereikte een lengte van vijftien centimeter. Het lichaam is langwerpig-ovaal, ongeveer twee keer zo lang als het breed is, Het had een sterk convex profiel, waardoor het zijn kenmerkende bolvormige uiterlijk kreeg. Zoals alle trilobieten, is het lichaam verdeeld in drie functionele segmenten die bekend staan als tagmata (enkelvoud: tagma), die op hun beurt zijn verdeeld in drie lobben - de centrale lob (axiaal) en twee laterale lobben (pleuraal). Afgezien van vage verlagingen in de thorax, is Bumastus ongebruikelijk omdat de drie lobben nauwelijks van elkaar waarneembaar zijn. De axiale lob van Bumastus is ook erg breed in vergelijking met de pleurale lobben. Het cephalon (hoofdsegment) is erg groot en sterk convex. De gezichtshechtingen (de afdelingen waarmee het cephalon splitst wanneer de trilobiet vervelt) zijn opisthoparisch, met de hechting eindigend langs de achterste cephalische marge. De genale hoeken van het cephalon - de randen waar de zij- en achterranden van het cephalon samenkomen - zijn afgerond. Het cephalon is verdwenen (soepel en meestal zonder kenmerken), een evolutionaire trend die ook wordt gezien bij Illaenus en Trimerus, hoewel niet zo uitgesproken als die van Bumastus. De glabella (de centrale lob van het hoofd) is bijna versmolten met de fixigena.
De thorax heeft tien smalle segmenten, terwijl de pygidium (de staart) glad en zeer afgerond is. Het is isopygoot - dat wil zeggen dat het pygidium ongeveer even groot is als het cephalon. Het pygidium mist volledig elke zichtbare trilobatie. Het is meestal halfcirkelvormig, maar kan in sommige soorten zoals B. niagarensis worden gericht. De gladde samengestelde ogen zijn groot en bijzonder goed ontwikkeld. Dit, samen met de afgeronde contouren van hun lichaam, suggereert dat Bumastus het grootste deel van zijn tijd heeft doorgebracht begraven in sediment met zijn ogen uitstekend. Het oppervlak van het exoskelet van de meeste soorten is bezaaid met kleine gaatjes.

## Paleoecologie
De afgeronde, gladde vorm van Bumastus, evenals de bijna volledige verwijdering van zijn cephalon, wordt verondersteld een aanpassing te zijn geweest voor het graven. De aanwezigheid van goed ontwikkelde ogen suggereert ook dat hij ze misschien boven het substraat heeft gehouden door achteruit in sedimenten te graven. Ze zijn zo geplaatst dat ze de trilobiet een halfcirkelvormig gezichtsveld bieden aan elke kant, waardoor ze zich bewust blijven van bewegingen in hun buurt. Bumastus kon ook in elkaar draaien in een balachtige vorm. Er wordt aangenomen dat dit erop duidt dat zijn habitat misschien de ondiepe wateren van de kuststreek was. Wanneer golven ze uit de sedimenten wasten, kon het eenvoudig oprollen en worden meegenomen. Het oprollen beschermt de zachtere lichaamsdelen onder het exoskelet, terwijl de bolvorm de minste weerstand biedt tegen golfwerking. Bumastus is een trilobiet die in de bodem woont (nektobenthisch). Het was waarschijnlijk ofwel detritivoor, voedend met ontbindend organisch materiaal dat naar beneden dreef in de stroming of carnivoor.

## Gebeurtenissen
Bumastus leefde tijdens het Paleozoïcum, van het Arenigiaanse tijdperk van het Onder-Ordovicium tot het Ludlow-tijdperk van het Onder-Siluur (ongeveer 478,6 ± 1,7 tot 418,7 ± 2,8 miljoen jaar geleden). Hun fossielen zijn wereldwijd te vinden. Er zijn exemplaren geregistreerd uit het Siluur van Argentinië, Canada, Tsjechië, Estland, Groenland, Kazachstan, Noorwegen, de Russische Federatie, Zweden, Oekraïne, het Verenigd Koninkrijk en de Verenigde Staten. Ze kunnen ook worden gevonden in de Ordovicische formaties van Australië, Canada, China, Tsjechië, de Russische Federatie, Spanje en de Verenigde Staten. Met specifieke gebeurtenissen uit de Dobrotiviaanse tijdperk/fase (Llandeilo-leeftijd) van China en Frankrijk en de Whiterockiaanse fase van de Verenigde Staten. Ze worden meestal gevonden in rifkalksteen, hoewel ze soms worden gevonden in crinoïdale kalksteen.

## Vondsten
Bumastus werd voor het eerst beschreven door de Schotse geoloog Sir Roderick Impey Murchison in 1839. De typesoort Bumastus barriensis werd teruggevonden in de Coalbrookdale-formatie van de Wenlock Group in Engeland. Murchison geloofde eerst dat de exemplaren die hij ontdekte (inclusief een groot exemplaar van dertien centimeter) bij 8,9 centimeter tot het geslacht Isotelus behoorden vanwege de grootte, vorm en bijna karakterloze cephalon. Maar hij merkte de bijna afwezige trilobatie van het lichaam op en het verschil in het aantal segmenten in de thorax (tien bij B. barriensis en acht bij Isotelus). Hij herkende ook de nauwe verwantschap met het geslacht Illaenus, maar classificeerde het uiteindelijk als een nieuw geslacht op basis van de extreem geavanceerde staat van bescheidenheid in het cephalon van Bumastus. Het geslacht is zo genoemd vanwege zijn merkwaardige gelijkenis met een grote ronde druif. Het komt van het Latijnse būmastus (grote druiven die op de uiers van een koe lijken), die op hun beurt van Griekse βοῦς (bous - koe) en μαστός (mastós - borsten) kwamen. Het woord was bekend in de Engelse taal in de tijd van Murchison en was een woord dat je tegenkomt in boek twee van Virgil's Georgics. De specifieke naam van het type soort barriensis, wat ongeveer 'van Barr' betekent, komt van de gemeenschappelijke naam bij verzamelaars. Het stond toen bekend als de 'Barr-trilobiet', verwijzend naar het overvloedige voorkomen van B. barriensis in de kalksteenformaties van Great Barr, Staffordshire.

## Taxonomie
Bumastus is geclassificeerd onder de familie Styginidae door P.A. Jell en J.M. Adrain in 2003 en in de orde Corynexochida van trilobieten door Jack Sepkoski in 2002.

## Soorten
Hieronder worden de soorten vermeld die zijn geclassificeerd onder Bumastus en de landen van hun geregistreerde typelocaties. De lijst is onvolledig en kan onnauwkeurig zijn.
- Bumastus armatus - Verenigde Staten
- Bumastus barriensis - Estland, Kazachstan, Oekraïne, Verenigd Koninkrijk, Verenigde Staten
- Bumastus beckeri - Verenigde Staten
- Bumastus bellmanni - Argentinië
- Bumastus bouchardi - Tsjechië, Oekraïne
- Bumastus chicagoensis - Verenigde Staten
- Bumastus clairensis - Verenigde Staten
- Bumastus cuniculus - Verenigde Staten
  - Bumastus cuniculus|Bumastus cuniculus vieillensis - Canada
- Bumastus dayi - Verenigde Staten
- Bumastus erastusi - Canada
- Bumastus globosus - Canada, Verenigde Staten (synoniem?:Illaenus globosus)
- Bumastus graftonensis - Verenigde Staten
- Bumastus hornyi - Tsjechië
- Bumastus indeterminatus - Canada
- Bumastus insignis - Verenigd Koninkrijk, Verenigde Staten
- Bumastus ioxus - Verenigde Staten
- Bumastus lenzi - Canada
- Bumastus limbatus - Verenigde Staten
- Bumastus lioderma - Verenigde Staten
- Bumastus milleri - Verenigde Staten
- Bumastus niagarensis - Verenigde Staten
- Bumastus orbicaudatus - Canada, Verenigde Staten
- Bumastus phrix - Estonia, Ukraine, Verenigd Koninkrijk
- Bumastus springfieldensis - Verenigde Staten
- Bumastus sulcatus - Zweden
- Bumastus tenuirugosus - Canada
- Bumastus tenuis - Verenigde Staten
- Bumastus transversalis - Verenigde Staten
- Bumastus trentonensis - Verenigde Staten
- Bumastus xestos - Oekraïne, Verenigd Koninkrijk